# Idris Elba

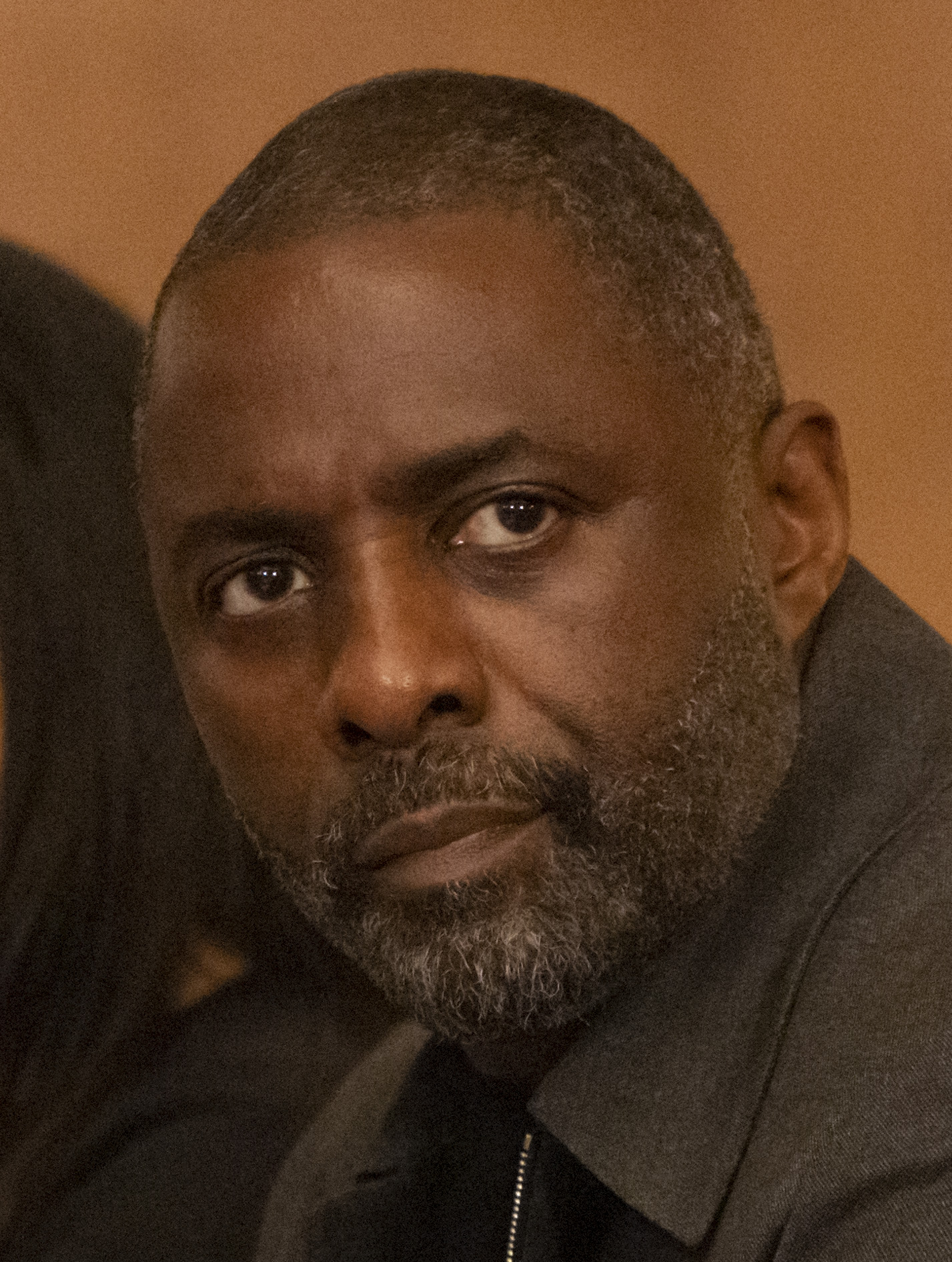
Idris Elba (2024)

Idrissa Akuna „Idris“ Elba OBE (* 6. September 1972 in Hackney, London, England) ist ein britischer Schauspieler, Filmproduzent und Musiker. Für seine Darstellung des John Luther in der BBC-Fernsehserie Luther wurde er für zahlreiche Fernsehpreise nominiert und gewann unter anderem 2012 einen Golden Globe sowie 2016 einen SAG-Award.

## Leben
Idris Elba wurde im Londoner Stadtbezirk Hackney geboren. Sein Vater stammt aus Sierra Leone, seine Mutter aus Ghana. Er lebt in New York City und hat eine Tochter und einen Sohn.
Bei der Neujahrsehrung 2016 wurde Elba von Königin Elisabeth II. zum Officer of the British Empire (OBE) ernannt. Im Juni 2016 wurde er als eine von 683 Persönlichkeiten von der Academy of Motion Picture Arts and Sciences als Neumitglied eingeladen.
Elba setzt sich unter anderem aktiv für die Entwicklung der Insel Sherbro in Sierra Leone ein und ist seit 2020 Markenbotschafter des Landes.

## Karriere
Elba debütierte 1994 in einer Folge der britischen Fernsehserie 2point4 Children. In der französischen Komödie Meine schöne Schwiegermutter (1999) spielte er an der Seite von Catherine Deneuve. Von 2002 bis 2004 spielte Elba in der Fernsehserie The Wire den Drogendealer und Geschäftsmann Russel ‚Stringer‘ Bell. Für diese Rolle wurde er 2005 für den Image Award nominiert. Für die Hauptrolle im Fernsehdrama Als das Morden begann (2005) wurde er 2006 für den Black Reel Award, den Image Award und den Vision Award nominiert.
Im Filmdrama Daddy’s Little Girls (2007) spielte er die Rolle des geschiedenen Automechanikers Monty, der eine Beziehung mit der Anwältin Julia (Gabrielle Union) beginnt. Im Horror-Thriller 28 Weeks Later (2007) spielte er die Rolle des General Stone. 2011 übernahm er in der Comic-Verfilmung Thor die Rolle des Asen-Gotts Heimdall. Diese Rolle übernahm er auch in den folgenden Filmen Thor – The Dark Kingdom, Avengers: Age of Ultron, Thor: Tag der Entscheidung und Avengers: Infinity War.
Für die Titelrolle eines Polizisten in der Fernsehserie Luther erhielt er unter anderem 2012 einen Golden Globe und 2016 einen SAG-Award. Im Film Mandela – Der lange Weg zur Freiheit spielte er 2013 die Hauptrolle. 2016 wurde er für seine Rolle als Kommandant in dem Kriegsdrama Beasts of No Nation mit dem SAG-Award als bester Nebendarsteller ausgezeichnet.
Im Januar 2018 stellte Elba im Rahmen des Sundance Film Festivals mit dem Film Yardie sein Regiedebüt vor. In dem Film Luther: The Fallen Sun, der im März 2023 in das Programm von Netflix aufgenommen wurde, ist Elba wieder in der Rolle des Londoner Detective Chief Inspector John Luther zu sehen.
Elba ist auch als DJ tätig und tritt dabei unter den Namen DJ Big Driis sowie Big Driis the Londoner auf. Seit 2015 ist er ebenfalls als Designer bei Superdry aktiv. Von der amerikanischen Wochenzeitschrift People wurde er 2018 zum Sexiest Man Alive gekürt. 2023 wurde er in das Spiel Cyberpunk 2077: Phantom Liberty als einer der Hauptfiguren integriert, die er auch selbst synchronisierte.

## Deutsche Synchronsprecher
Elba wird in der Krimiserie Luther, den Filmen Pacific Rim und Bastille Day von Oliver Stritzel synchronisiert. Zudem übernahm Stritzel in der deutschen Fassung von Zoomania die Stimme der von Elba im Original gesprochenen Figur Chief Bogo. Andere Synchronstimmen sind etwa Thomas Amper (Cats (2019)), Marco Kröger (Avengers: Infinity War) und Leon Boden (Mandela: Der lange Weg zur Freiheit).

## Filmografie
- 1994: 2point4 Children (Fernsehserie, Episode 4x03)
- 1994: Space Cops – Tatort Demeter City (Space Precinct, Fernsehserie, Episode 1x04)
- 1994–1995: The Bill (Fernsehserie, 2 Episoden)
- 1995: Absolutely Fabulous (Fernsehserie, Episode 3x03 Sex)
- 1995: Bramwell (Fernsehserie, Episode 1x03)
- 1996: Inspektor Wexford ermittelt (Ruth Rendell Mysteries, Fernsehserie, 4 Episoden)
- 1996: The Governor (Fernsehserie, 6 Episoden)
- 1996: Crucial Tales (Miniserie, Episode 1x03)
- 1996: Crocodile Shoes II (Miniserie, Episode 1x02)
- 1997: Silent Witness (Fernsehserie, 2 Episoden)
- 1997: Behind the Mask (Kurzfilm)
- 1997: Insiders (Fernsehserie, 6 Episoden)
- 1997: Family Affairs (Fernsehserie, 7 Episoden)
- 1998: Verdict (Fernsehserie, Episode 1x02)
- 1998: Ultraviolet (Miniserie, 6 Episoden)
- 1999: Meine schöne Schwiegermutter (Belle-maman)
- 1999: Polizeiarzt Dangerfield (Dangerfield, Fernsehserie, 12 Episoden)
- 2000: Sorted
- 2000: In Defence (Fernsehserie, Episode 1x03)
- 2000: Ultraviolet (Fernsehfilm)
- 2001: London's Burning (Fernsehserie, 2 Episoden)
- 2001: Army Go Home! (Buffalo Soldiers)
- 2001: Law & Order (Fernsehserie, Episode 12x09 Traumberuf: DJ)
- 2002: Inspector Lynley (The Inspector Lynley Mysteries, Fernsehserie, Episode 1x03)
- 2002: Hack – Die Straßen von Philadelphia (Hack, Fernsehserie, Episode 1x04)
- 2002–2004: The Wire (Fernsehserie, 36 Episoden)
- 2003: Queens Supreme (Fernsehserie, Episode 1x05)
- 2003: Soul Food (Fernsehserie, Episode 4x08)
- 2003: One Love
- 2003: CSI: Miami (Fernsehserie, Episode 2x05 Die Todesbar)
- 2005: Girlfriends (Fernsehserie, Episode 5x13)
- 2005: Als das Morden begann (Sometimes in April, Fernsehfilm)
- 2005: Jonny Zero (Fernsehserie, Episode 1x08)
- 2005: World of Trouble (Fernsehfilm)
- 2005: The Gospel
- 2006: All in the Game (Fernsehfilm)
- 2007: Daddy’s Little Girls
- 2007: The Reaping – Die Boten der Apokalypse (The Reaping)
- 2007: 28 Weeks Later
- 2007: American Gangster
- 2007: This Christmas
- 2008: Eine Detektivin für Botswana (The No. 1 Ladies' Detective Agency, Fernsehserie, Episode 1x00)
- 2008: Prom Night
- 2008: Rock N Rolla
- 2008: The Human Contract
- 2009: The Unborn
- 2009: Obsessed
- 2009: Das Büro (The Office, Fernsehserie, 7 Episoden)
- 2010: Legacy
- 2010: The Losers
- 2010: Takers – The Final Job (Takers)
- 2010: The Big C (Fernsehserie, 4 Episoden)
- 2010–2019: Luther (Fernsehserie, 21 Episoden)
- 2011: Thor
- 2011: Aqua Teen Hunger Force (Fernsehserie, Episode 8x03, Stimme)
- 2011: Ghost Rider: Spirit of Vengeance
- 2012: Prometheus – Dunkle Zeichen (Prometheus)
- 2012: The Peter Weyland Files: 'Prometheus' Transmission (Kurzfilm)
- 2012: Code Black
- 2013: Pacific Rim
- 2013: Mandela – Der lange Weg zur Freiheit (Mandela: Long Walk to Freedom)
- 2013: Thor – The Dark Kingdom (Thor: The Dark World)
- 2014: Second Coming
- 2014: Keine gute Tat (No Good Deed)
- 2014: An Epic Journey to Coming to America (Kurzfilm)
- 2015: The Gunman
- 2015: Avengers: Age of Ultron
- 2015: Playhouse Presents (Fernsehserie, Episode 3x09)
- 2015: Beasts of No Nation
- 2015: Tom Clancy's Rainbow Six: Siege the Day Feat. Idris Elba (Kurzfilm)
- 2016: Zoomania (Zootopia, Stimme)
- 2016: The Jungle Book (Stimme)
- 2016: Bastille Day
- 2016: Macklemore & Ryan Lewis Feat. Idris Elba: Dance Off (Kurzfilm)
- 2016: Findet Dorie (Finding Dory, Stimme)
- 2016: 100 Streets
- 2016: Star Trek Beyond
- 2016: Finding Dory: Marine Life Interviews (Marine Life Interviews, Kurzfilm, Stimme)
- 2017: Five by Five (Miniserie, 2 Episoden)
- 2017: Guerrilla (Miniserie, 4 Episoden)
- 2017: Der Dunkle Turm (The Dark Tower)
- 2017: Molly’s Game – Alles auf eine Karte (Molly’s Game)
- 2017: Zwischen zwei Leben (The Mountain Between Us)
- 2017: Thor: Tag der Entscheidung (Thor: Ragnarok)
- 2018: Avengers: Infinity War
- seit 2018: In the Long Run (Fernsehserie)
- 2019: Wiley, Sean Paul, Stefflon Don Feat. Idris Elba: Boasty (Kurzfilm)
- 2019: Turn Up Charlie (Fernsehserie, 8 Episoden)
- 2019: Fast & Furious: Hobbs & Shaw (Fast & Furious Presents: Hobbs & Shaw)
- 2019: Cats
- 2020: Concrete Cowboy
- 2021: The Suicide Squad
- 2021: The Harder They Fall
- 2022: Sonic the Hedgehog 2 (Stimme)
- 2022: Three Thousand Years of Longing
- 2022: Thor: Love and Thunder
- 2022: Beast – Jäger ohne Gnade (Beast)
- 2022: Der Junge, der Maulwurf, der Fuchs und das Pferd (The Boy, the Mole, the Fox and the Horse, Kurzfilm, Stimme)
- 2022: Zoomania+ (1 Episode, Stimme)
- 2023: Luther: The Fallen Sun
- 2023: Tyler Rake: Extraction 2 (Extraction 2)
- 2023: Hijack (Miniserie)
- 2023: What If…? (eine Folge, Stimme)
- 2024: Knuckles (6 Episoden, Stimme)
- 2024: Sonic the Hedgehog 3 (Stimme)
- 2025: Heads of State

## Diskografie
Alben
- 2014: Idris Elba Presents „Mi Mandela“
- 2015: Murdah Loves John

EPs
- 2006: Big Man
- 2009: Kings Among Kings
- 2010: High Class Problems Vol. 1

Mixtapes 
- 2011: Merry DriisMas Holiday Mixtape
- 2019: Idris Elba Presents: The Yardie Mixtape

Gastbeiträge
- 2014: Children of House (mit Nolan)
- 2016: Dance Off (mit Macklemore & Ryan Lewis)
- 2019: Boasty (mit Wiley, Sean Paul & Stefflon Don)
- 2019: Vossi Bop (mit Stormzy)
- 2020: We All Move Together (mit Inner City)

## Auszeichnungen
NAACP Image Award
- 2017: Nominierung in der Kategorie Outstanding Character Voice-Over Performance – Television or Film (The Jungle Book)
- 2017: Nominierung in der Kategorie Outstanding Character Voice-Over Performance – Television or Film (Findet Dorie)[12]
- 2018: Nominierung als Bester Nebendarsteller (Thor: Tag der Entscheidung)
- 2018: Nominierung als Bester Hauptdarsteller (Zwischen zwei Leben)
- 2018: Nominierung als Bester Darsteller in einem Fernsehfilm (Guerrilla)[13]